# Hallr Snorrason
Hallr Snorrason fue un escaldo de Islandia del siglo XII. Aparece en Skáldatal como uno de los poetas de la corte de Magnus V de Noruega. De su obra sobreviven dos lausavísur y una media estrofa, conservadas en Skáldskaparmál y la Saga de Sverre, posiblemente composiciones de alabanza para el rey Magnus.